# 2017년 맨체스터 아레나 폭탄 테러
2017년 5월 22일 영국 잉글랜드 맨체스터에 위치한 맨체스터 아레나에서 폭탄 테러가 발생하였다. 미국의 팝가수 아리아나 그란데의 공연이 끝난 직후, 공연장 바로 바깥에서 폭탄이 터졌다. 영국 시간으로 밤 10시 33분경에 발생하였으며 22명이 숨지고 50여 명이 다쳤다. 본 테러는 2005년 런던 폭탄 테러 이후 영국에서 발생한 최악의 테러이다.
테리사 메이 영국 총리는 이번 폭발 사건이 테러리스트의 공격으로 인한 것이라고 공식 확인했다. 테러리스트의 신원은 22살의 리비아계 영국인 살만 라마단 아베디(Salman Ramadan Abedi)로 확인됐으며, 이전부터 영국 당국의 수사망에 오른 인물로 밝혀졌다. 영국 경찰과 MI5는 단독 범행인지 공모자가 있는지 조사 중이다.
한편 이슬람 국가는 이번 테러의 배후가 자신들이라고 밝혔다.

## 폭발
폭발 당시에는 아리아나 그란데의 Dangerous Woman Tour 영국 순회공연이 마무리된 직후였으며, CNN은 현장에 약 2만 명의 관객이 있었다고 전했다. 폭발이 발생한 위치는 맨체스터 아레나의 로비 구역으로 현장에 있던 사람들은 관객들이 공연장 밖으로 빠져나가는 시점에 매표소 인근에서 폭발이 일어났다고 증언했다. 또 콘서트를 보기 위해 부모 없이 온 청소년들이 많았다고 전해졌다. 아리아나 그란데는 폭발 사고로 다치지는 않은 것으로 알려졌다.
경찰 측은 이번 폭발 사고로 범인을 포함한 23명이 숨지고 500여명이 부상을 입었다고 밝혔다.

## 후속 조치
폭발 직후 공연장과 바로 인접한 맨체스터 빅토리아 철도역은 승객 철수 및 폐쇄 조치가 취해졌고, 열차 운행도 중단되었다. 새벽 1시 35분에는 맨체스터의 캐더드럴 공원에서 폭발물로 보이는 물체가 발견되어, 경찰이 해체 작업 조치를 취했다. 확인 결과 이 폭발물은 누군가 버리고 간 의류인 것으로 밝혀졌다.
테리사 메이 영국 총리는 성명을 내고 "경찰은 이번 폭발을 끔찍한 테러 공격으로 간주하고, 사건의 전말을 밝혀내기 위해 노력중"이라고 밝히면서 피해자와 유가족들에 위로를 전했다. 메이 총리는 5월 23일 오전 9시 내각 안보 인사들을 소집해 비상회의를 개최할 예정이다. 보수당은 다음 달 8일로 예정된 총선을 앞두고 진행 중이던 유세를 일시 중단한다는 방침을 내렸다.